# Harald Rothe
Harald Rothe (4. februar 1781 på Urup – 16. november 1848 i København) var en dansk officer og godsejer, far til Carl Peter Rothe.
Han var søn af Casper Peter Rothe (1724-1784) og Edel Cathrine Severine Soelberg (1754-1837). 1806 overtog han Aggersvold, hvor han 1833-35 lod opføre en ny hovedbygning. Han var også ejer af Arnakkegård, Svinningegård og Frihedslund.
Rothe blev 1798 sekondløjtnant i artilleriet, havde en artillerikommando på Kvintus under slaget på Reden 2. april 1801, blev 1805 premierløjtnant og samme år lærer i artillerividenskab ved Artillerikadetinstituttet, blev ved Københavns belejring 1807 såret under et udfald, 1808 adjoint i Generalstaben og 28. juni samme år Ridder af Dannebrog (som en af de første riddere efter ordenens omorganisering). 15. januar 1809 blev han adlet. Samme år blev Rothe stabskaptajn, opholdt sig 1810 en tid hos Prinsen af Pontecorvo ved hovedkvarteret i Holsten, blev 1811 kaptajn, udtrådte 1812 af artilleriet og blev divisionskvartermester og fik samme år majors karakter. 1813 blev Rothe virkelig major, var 1814-15 chef for den holstenske generalkommandostab under generalløjtnant Augustin von Kardorff, 1824 oberstløjtnant og 1. august 1829 Dannebrogsmand.
Rothe udarbejdede 1830 et lejrreglement for den danske hær, for hvilket der samme år bevidnedes ham allerhøjeste tilfredshed. Han blev 1832 overadjutant hos kongen, 1833 oberst, 1836 medlem af Kommissionen for fæstningernes armering og forsvarsvæsen og samme år kammerherre, 1838 generaladjutant-løjtnant, 30. december 1839 kommandant på Kronborg, 10. juni 1841 Kommandør af Dannebrog og fik 1842 generalmajors karakter. Han døde 1848.
Rothe ægtede 17. januar 1806 i Garnisons Kirke Wilhelmine Antoinette Fix (7. december 1788 i København - 15. december 1827 sammesteds).